# Semaeopus subtincta
Semaeopus subtincta là một loài bướm đêm trong họ Geometridae.